# Cometa Lulin
La cometa Lulin, formalmente designata C/2007 N3 (Lulin), è una cometa non periodica scoperta l'11 luglio 2007 da Ye Quanzhi, studente dell'Università Sun Yat-sen di Canton (Cina) su un'immagine acquisita da Lin Qisheng, dell'Istituto di Astronomia dell'Università Centrale Nazionale di Taiwan, nel corso del Lulin Sky Survey.
La cometa appare di un lucente colore verde e per questo motivo è stata chiamata anche la "cometa verde".
La cometa è divenuta visibile ad occhio nudo il 7 febbraio 2009, mentre transitava nella costellazione della Bilancia. Due giorni prima era passata in vicinanza di Zubenelgenubi. Il 15 e 16 febbraio è transitata nelle vicinanze di Spica, il 19 febbraio di γ Virginis ed il 6 marzo vicino all'ammasso stellare M44.
Il picco di luminosità è stato raggiunto nella notte del 24 febbraio 2009, (in corrispondenza del massimo avvicinamento al nostro pianeta) con una luminosità corrispondente ad una magnitudine di +4,8. Inoltre, è apparsa molto vicina a Saturno la notte del 23 febbraio ed a Regolo, nella costellazione del Leone, il 27.
Il 14 marzo è transitata nelle vicinanze della nebulosa Eschimese (NGC 2392) ed il 17 marzo nei pressi di δ Geminorum. Il 12 maggio 2009 è apparsa in prossimità della Cometa Cardinal.

## Scoperta
Le prime immagini della cometa sono state raccolte l'11 luglio 2007 dall'astronomo Lin Qisheng con un telescopio da 16 pollici all'osservatorio Lulin, a Taiwan. La cometa appariva come un oggetto della 18,9ª magnitudine e non presentava coda o chioma.
L'oggetto fu identificato da Ye Quanzhi, uno studente diciannovenne dell'Università Sun Yat-sen di Canton. Inizialmente si credette che ci si trovasse di fronte ad un asteroide finché non fu rilevata una tenue chioma nelle immagini raccolte la settimana seguente alla scoperta.
La scoperta avvenne nell'ambito del Lulin Sky Survey, un progetto di ricerca volto all'individuazione di piccoli oggetti del Sistema solare, principalmente asteroidi near-Earth (NEA). La cometa è stata nominata dall'osservatorio di scoperta.

## Orbita
L'astronomo Brian Marsden ha calcolato l'orbita percorsa dalla cometa, basandosi su 76 osservazioni; dal suo lavoro emerge che la cometa ha raggiunto il perielio il 10 gennaio 2009, transitando a 182 milioni di chilometri (1,24 UA) dal Sole.
L'orbita percorsa dalla cometa Lulin è iperbolica, ma molto prossima ad essere parabolica (presenta infatti un'eccentricità che si discosta dall'unità solo alla quarta cifra decimale). L'orbita percorsa dalla cometa, inoltre, è retrograda e caratterizzata da una bassa inclinazione, 1,6° rispetto al piano dell'eclittica.
L'orbita percorsa suggerisce che la cometa non esegua periodici transiti nel Sistema solare interno, anzi questo potrebbe essere il suo primo avvicinamento al Sole. Il massimo avvicinamento alla Terra è stato raggiunto il 24 febbraio 2009, quando la cometa è transitata a circa 60 milioni di km (0,41 UA) dal nostro pianeta.

## Aspetto

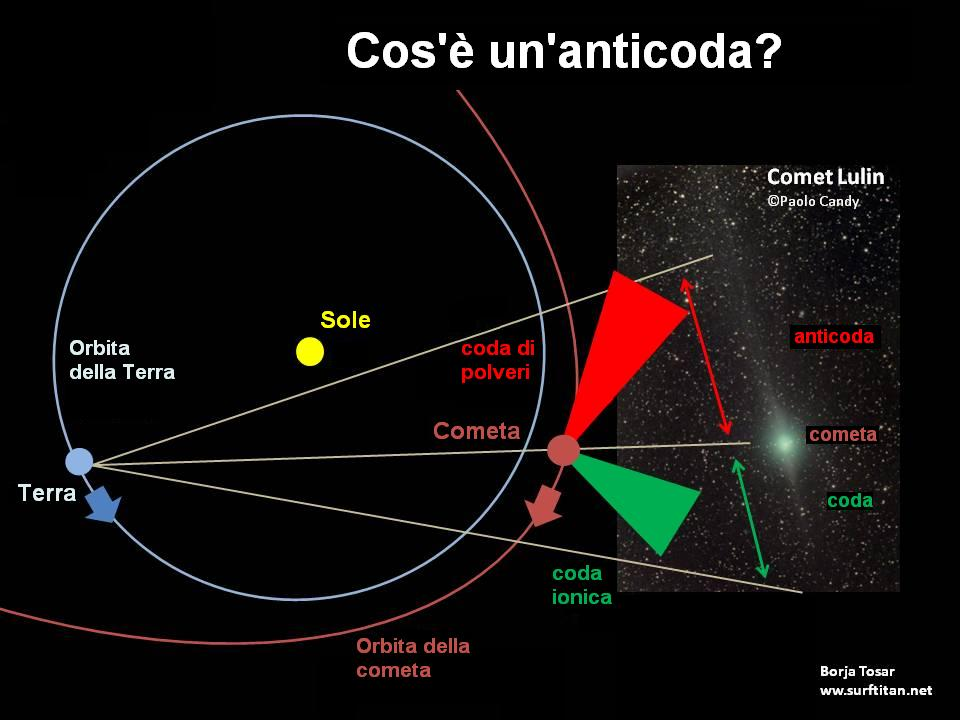
Rappresentazione schematica della coda di polveri e della coda di gas della cometa Lulin.

La chioma, piena e molto luminosa, è di un lucente colore verde, dovuto all'emissione dal nucleo di gas ionizzati di carbonio biatomico e cianogeno, che emettono luce nelle lunghezze d'onda corrispondenti al verde.
La cometa ha presentato nettamente un'anti-coda di polveri, rosata, ed una coda di plasma strutturata, verde-azzurra. L'anti-coda di polveri è stata visibile fino al 26 febbraio 2009. Poiché l'orbita cometaria è quasi sul piano dell'eclittica, la coda di polveri, che si mantiene generalmente sull'orbita della cometa, vista dalla Terra è comparsa per qualche giorno sia a destra, sia a sinistra del nucleo. La presenza dell'anti-coda è derivata quindi da considerazioni prospettiche. Inoltre, poiché la cometa percorre la sua orbita con moto retrogrado, dal passaggio al perielio la coda di polveri che la segue è quindi apparsa rivolta verso il Sole, mentre la coda di gas, che si orienta secondo il vento solare, è apparsa rivolta nella direzione opposta.

## Disconnessione della coda
Il 4 febbraio 2009 un gruppo di astronomi italiani hanno osservato il distacco della coda di plasma. Il leader del gruppo ha detto:
(Ernesto Guido)
Ernesto Guido e colleghi ritengono che l'evento sia stato provocato da disturbi magnetici trasportati dal vento solare. Piccole tempeste magnetiche nelle code delle comete erano state già osservate in precedenza; una delle più famose è quella che ha interessato la Cometa Encke nel 2007, quando la sonda STEREO ha osservato un'espulsione di massa coronale colpire la cometa, che perse la sua coda, come è parzialmente accaduto per la cometa Lulin il 4 febbraio.